# Соціально-медичні послуги

Прапор МОЗ України

Соціа́льно-меди́чні по́слуги — консультації щодо запобігання виникненню та розвитку можливих органічних розладів особи, збереження, підтримка та охорона її здоров'я, здійснення профілактичних, лікувально-оздоровчих заходів, працетерапія.

## Законодавче поле в Україні
Основними законодавчими актами, які регулюють надання соціально-медичних послуг в державі є Закони України «Про соціальні послуги», «Про державні соціальні стандарти та державні соціальні гарантії», «Про реабілітацію інвалідів в Україні», відповідні рішення: Уряду України, Міністерства соціальної політики України та Міністерства охорони здоров'я України.

## Реалізація
На території України соціально-медичні послуги надаються в соціальних та медичних установах, які підпорядковані Міністерству соціальної політики, Міністерству охорони здоров'я та Національній академії медичних наук.
Для особливо потребуючих громадян, соціально-медичні послуги надаються у геріатричних установах держави на тривалий, чи визначений період.